# Gagea deserticola
Gagea deserticola är en liljeväxtart som beskrevs av Igor Germanovich Levichev. Gagea deserticola ingår i Vårlökssläktet och i familjen liljeväxter. Inga underarter finns listade.